# زرتشت خورگان
زَرتُشت خُورّگان (ناموَر به زرتشت دوم یا احتمالاً همان «بوندوس») در دوره ساسانی دینی نوین به نام درست‌دین یا زرتُشتگان آورد. او همنام با زرتشت پیامبر است اما آورندهٔ مزدیسنا نیست. گفته شده که مزدک نیز از پیروان او بود. آگاهی‌ها و منابع دربارهٔ او بسیار اندک و متناقض است. بسیار محتمل است که بوندوس با زرتشت خورگان یک شخصیت واحد باشند.

## زرتشت‌خورگان در منابع
فرصت‌الدوله در آثار عجم چنین می‌نویسد: زرتشت خورگان که استاد مزدک از اهالی شهر پسا بود که سال‌ها در بیزانس (روم شرقی) به‌سر می‌برد و در آنجا با کتاب‌های فلسفی یونانی از جمله جمهوریت افلاطون آشنایی پیدا کرد و تحت تأثیر اندیشه مدینه فاضله افلاطون قرار گرفت. اندیشه‌های زرتشت خورگان که بیشتر جنبه اقتصادی و اجتماعی داشت، از سوی شاگردش مزدک به جامعه ایرانی شناسانده شد.
ابن ندیم در کتاب الفهرست از دو مزدک یاد کرده‌است و از آنها با عنوان مزدک قدیم و مزدک اخیر نام برده‌است. در واقع مزدک قدیم همان بوندوس و مزدک اخیر همین مزدک بامدادان است.
ملالاس روایت می‌کند در عهد دیوکلسین دویست سال پیش از مزدک مردی مانوی به نام پوندس در روم ظهور کرد که عقاید تازه‌ای داشت؛ و با کیش رسمی مانوی راه اختلاف می‌سپرد. از گفتار پوندس است: خدای خیر با خدای شر نبرد کرد و او را شکست داد، اینجاست که پرستش خدای پیروز واجب است.
پس نتیجه این می‌شود که فرقه مزدک نزدیک دو قرن پیش از خود مزدک در کشور روم پایه‌گذاری شده و پایه‌گذار آن یک نفر ایرانی‌تبار به نام پوندس یا زرتشت پسر خورگان از مردم پسا بوده‌است. این مرد دعوت خود را در روم ظاهر کرد و سپس به ایران سفر کرد و به دعوت پرداخت.
از اشارات درج‌شده در کتاب‌های عربی چنین برداشت می‌شود که زرتشتِ خورگان پیشوایی بوده که دعوت او فقط جنبهٔ نظری داشته‌است؛ اما مزدک، مرد عمل بوده و به‌گفته طبری در نزد طبقه عامه مردم، خلیفه به‌شمار می‌آمده‌است و درنتیجه، مزدک رفته‌رفته نام پایه‌گذار اصلی دین جدید را تحت‌الشعاع قرار داده و در همان عهد خود، فرقه را به نام مزدکیه مشهور نمود.

## تفاوت زرتشت بزرگ با زرتشت خورگان
زردشت بزرگ، پیامبر مزدیسنان که با القابی چون پسر آذرپاد یا اورتَشب، سپَنتمَه زَرتُشتَرَه و در پهلوی به نام زردشت سِپَنتَمان و در زبان فارسی زردشت اِسپَنتَمان و در ادبیات مزدیسنا به اَشو زردشت (پاک و مقدس) ویا زردشت هِرتسفُلد، یاد می‌شود، با زردشت خورگان (یا بونده یا بوندوس رومی، با زردشت خُرَّکان یاخُرگان) که مصلحی بزرگ در زمان ساسانیان بوده‌است، تفاوت بسیار دارد. زردشت خورگان درواقع نظریه‌پرداز و پایه گزار مرامی بود که در آن بازگشت به اصالت و آیین یگانه‌پرستی زردشت بزرگ پیامبر ایران باستان را مَدّ نظر داشته و شاهان ساسانی را به پیروی از آن مرام تشویق و سفارش می‌کرد، چرا که در آن روزگار که موبدان به دلخواه خود تعبیرها و تفسیرهای گوناگونی از آیین زردشتی داشتند، مردم را دچار سردرگمی و دوگانگی کرده بودند. در واقع او و مریدش مزدک فرزند بامداد که مردی نیرومند در گفتار و رفتار بود، با پیروانی که به‌دست آورده بودند نیرویی پیدا کردند و در برابر شاهان ساسانی ایستاده و از آنان انتقاد می‌کردند. شخصیتی که پژوهشگران و نویسندگان شرق و غرب او را بیشتر از نویسندگان ایرانی شناخته و نوشته‌های بسیاری از او و اندیشه‌ها و باورهایش منتشر و به جهانیان عرضه داشته‌اند. او یک قرن پیش از ظهور اسلام در منطقهٔ فسا متولد و بنا بر گفته‌های گروهی از نویسندگان، زردشت خورگان یکی از جبارشاهزادگان فارس و به گفته برخی دیگر، او یک مغ آریایی زردشتی بود که اندیشه‌هایش را تحت تأثیر فیلسوفان غرب به‌ویژه مدینهٔ فاضلهٔ (آرمان شهر) افلاطون پی ریزی کرد؛ و چون توانی به دست آورد و از رنج مردم زمان خود آگاه گشت، با حاکمان به ستیزه‌گری پرداخت، به طوری که توانست به کمک شاگردان و مریدان خویش اموال غصب شدهٔ مردم را از حاکمان بازپس ستاند و به صاحبانش بازگرداند. او حکومت ساسانی را متهم به دورشدن از مرام یگانه‌پرستیِ دین زردشت پیامبر نمود و ایجاد فاصلهٔ طبقاتی را به باد سرزنش گرفت. به طوری که اندیشه‌های برابرخواهی و دادگریِ او با ظهور اسلام آشکار و همگانی شد. شاه ساسانی دستور دستگیری اورا صادر نمود. اما طرفداران او در دستگاه حکومت به او خبر دادند. زردشت خورگان پنهانی از ایران خارج وبه کشور روم همسایهٔ غربیِ ایران پناهنده شد؛ و چون در آن زمان ایران و روم دشمنی دیرینه داشتند از مرامش استقبال و در ترویج باورهایش یاریش نمودند. او در روم شاگردان فراوانی تربیت کرد و افکارش را با نام «داریسفین» که معادل «درست دین» باشد ارایه نمود. درست دین معادل دین بِهی، دین روشنایی، دین خوب بود که زردشتیان خود را به آن نام نامیدند.

## زرتشت خورگان در شاهنامه

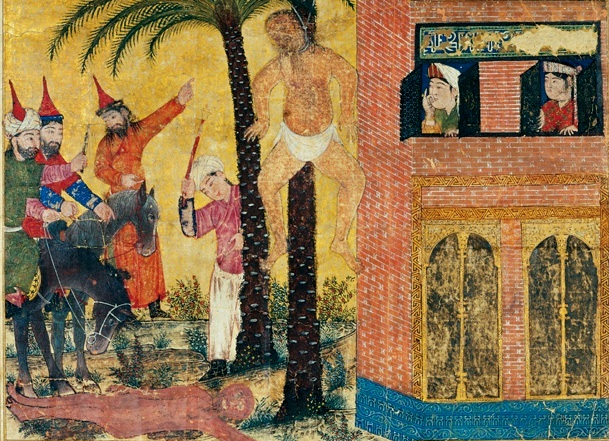
بردارکشیدن مانی(بوندس) نگارگری شاهنامه

فردوسی داستان مانی را در ۳۵ بیت شاهنامه آورده‌است. مانی نگارگری است که از چین آمده و در پنجاهمین سال پادشاهی شاپور دوم، پیامبری خود را آشکار، برتری خود را بر دیگر دین‌آوران جهان نمایان، و از شاه درخواست یاری می‌کند. فردوسی، مانی را با ویژگیهایی چون چربدست و برمنش (متکبر) یاد می‌کند.
| ز شاهیش بگذشت پنجاه سال      |  | که اندر زمانه نبودش همال     |
| بیامد یکی مرد گویا ز چین     |  | که چون او مصوّر نبد بر زمین   |
| بدان چربدستی رسیده به کام    |  | یکی برمنش‌مرد، مانی به نام    |
| به صورتگری گفت پیغامبرم      |  | ز دین‌آوران جهان برترم        |
| ز چین نزد شاپور شد بار خواست |  | به پیغامبری شاه را یار خواست |

شاپور سپس با بدگمانی از موبدان می‌خواهد که سخنان مانی را بشنوند و با او به گفتگو بپردازند.
| سخن گفت مرد گشاده‌زبان         |  | جهاندار شد زآن سخن بدگمان  |
| سرش تیره شد، موبدان را بخواند |  | ز مانی فراوان سخن‌ها براند  |
| کزین مرد چینی چیره‌زبان        |  | فتاده‌ستم از دین او در گمان |
| بگویید و هم زو سخن بشنوید     |  | مگر خود به گفتار او بگروید |
| بگفتند کین مرد صورت‌پرست       |  | نه بر مایهٔ موبدان‌موبدست    |
| زَ مانی–سخن بشنو–او را بخوان   |  | چو بیند وُرا کی گشاید زبان  |

موبد بزرگ در این گفتگو بر مانی چیره می‌شود و مانی از گفتار وی فرومی‌ماند. شاپور دستور کشتن مانی را می‌دهد تا پوست او کنده، از کاه پر و پیکرش در شهر آویخته شود.
| فرو ماند مانی ز گفتار اوی   |  | بپژمرد شاداب‌بازار اوی        |
| ز مانی برآشفت پس شهریار     |  | برو تنگ شد گردش روزگار       |
| بفرمود پس تاش برداشتند      |  | به خواری ز درگاه بگذاشتند    |
| چنین گفت کین مرد صورت‌پرست   |  | نگنجدهمی در سرای نشست        |
| چو آشوب آرمیده گیتی بدوست   |  | بباید کشیدش سراپای پوست،     |
| همان خامش آگنده باید به کاه |  | بدآن تا نجوید کس این پایگاه! |
| بیاویزنید از در شارستان!    |  | وُگر پیش دیوان و بیمارستان!   |
| جهانی برو آفرین خواندند     |  | همی خاک بر کشته افشاندند     |

### تطبیق بوندس با مانی شاهنامه
برخی تاریخ‌پژوهان به دلیل تفاوت های بسیار مانی شاهنامه با مانی اصلی ، هم زمان بودن بوندس و مانی شاهنامه و اینکه هردو در آغاز در بیرون از ایرانشهر شروع به تبلیغ کردند .، زرتشت خورگان را با مانی شاهنامه تطبیق دادند